# Otočić Gangaro
Otočić Gangaro är en ö i Kroatien.   Den ligger i länet Zadars län, i den södra delen av landet, 220 km söder om huvudstaden Zagreb. Arean är 0,85 kvadratkilometer.
Terrängen på Otočić Gangaro är platt. Öns högsta punkt är 20 meter över havet. Den sträcker sig 1,3 kilometer i nord-sydlig riktning, och 1,6 kilometer i öst-västlig riktning.